# Гіттік Леонід Самійлович
Леонід Самійлович Гіттік (1926–2004) — український радянський невролог, вчений-нейрофізіолог, педагог, письменник. Професор, доктор медичних наук, дійсний член Академії наук технологічної кібернетики України, працював у галузі вікової психо- та нейрофізіології й клінічної неврології.

## Біографія
Народився 8 червня 1926 року в м. Харківові в родині лікаря-невропатолога Самуїла Соломоновича Гіттіка і Марії Аронівни (ур. Голосовкер). Школу закінчив 1943 року в евакуації в Шимкенті (сучасна республіка Казахстан). Від грудня 1943 року перебував на військовій службі в НІВІТі (Новосибірський інститут військових інженерів залізничного транспорту) як слухач до повернення в Харків у грудні 1944 року. Протягом 1945—1951 років навчався на лікувальному факультеті Харківського медичного інституту, який закінчив з відзнакою.
Раптово помер 21 жовтня 2004 року після лекції в університеті дорогою на консультацію до хворого.
Дружина — лікар-педіатр, організатор системи охорони здоров’я, кандидат медичних наук, Болотіна Олександра Лазарівна (1926—2011). Діти — дочка Олена (1954 р. н.) і син Юрій (1956 р. н.).

## Лікувально-практична діяльність
Після закінчення інституту від грудня 1951 року працював за скеруванням на посаді лікаря-невропатолога у лікарні при заводі Белінськсільмаш у селищі Камєнка Пензенської області. 1953 року переїхав на Волинь за місцем роботи дружини і почав працювати лікарем-невропатологом: спочатку в лікарні Лікувально-санаторного управління при Раді Міністрів УРСР у Луцьку, потім у Луцькій міській лікарні, а від 1954 року — у Волинській обласній лікарні. Від 1957 року завідував неврологічним відділенням цієї лікарні, в останні роки працював науковим керівником і провідним консультантом відділення. Від 1956 року був головним невропатологом Волинського обласного управління охорони здоров’я.
У галузі клінічної неврології Леонід Гіттік був одним з авторитетних фахівців з проблем гіперкінезів, нейроколагенозів, мігрені й гіпоталамічної патології в дитячому віці. За півстоліття плідної роботи виховав цілу плеяду неврологів — понад 250 лікарів, серед яких доктори та кандидати наук, досвідчені фахівці, які гідно репрезентують неврологічну школу Гіттіка по всьому світу.

## Науково-педагогічна діяльність
Свої перші наукові дослідження почав ще в студентські роки, коли під керівництвом видатного патофізіолога Данила Овсійовича Альперна підготував дві наукові роботи. 1960 року захистив дисертацію на здобуття наукового ступеня кандидата медичних наук на тему «К клинике неврологических нарушений при ревматическом поражении головного мозга». 1965 року в українському видавництві «Здоров’я» вийшла друком монографія Леоніда Гіттіка «Малая хорея». То було перше різнопланове фундаментальне видання на цю тему в Радянському Союзі. 1969 року Леонід Гіттік захистив дисертацію на здобуття наукового ступеня доктора медичних наук на тему «Малая хорея. Вопросы клиники, патогенеза, классификации, диагностики и лечения».
Від 1961 року працював на посаді старшого викладача кафедри підготовки медичних сестер цивільної оборони в Луцькому педагогічному інституті. 1971 року створив і очолив кафедру анатомії та фізіології людини на факультеті підготовки викладачів фізичного виховання,того-таки року одержав звання професора. Від 1975 року очолював кафедру фізіології людини і тварин на біологічному факультеті.
Його науковим доробком стали 12 монографій, понад 280 наукових статей та виступів на з’їздах і конференціях.

## Літературна діяльність
Писати почав у студентські роки, працював позаштатним кореспондентом Харківської обласної газети з питань культури. 2000 року був прийнятий до Національної спілки письменників України. Автор збірок оповідань і повістей «Приключения ума и сердца» (1992), «Портрет в один сеанс» (1994), «Мгновения» (1996), «Поклонение свету» (1996), «Дорога к самому себе» (1998), «Красные башмаки» (1999), «Рош-Ашана» (2003) і «Однажды в двадцать первом веке» (2004).